# Flipped (película)
Flipped es una película estadounidense de 2010 dirigida por Rob Reiner y adaptada de la novela homónima de la escritora estadounidense Wendelin Van Draanen. La película tuvo un lanzamiento limitado en Estados Unidos el 6 de agosto de 2010 y finalmente el estreno oficial fue el 27 de agosto.

## Trama
En 1957, Bryce Loski, estudiante de segundo grado, se muda por primera vez y conoce a Julianna «Juli» Baker. Cuando se miran a los ojos, Juli sabe que es amor, pero Bryce no quiere conocerla y trata de evitarla.
Seis años más tarde, en 1963, Bryce intenta deshacerse de Juli saliendo con Sherry Stalls, a quien Juli encuentra poco confiable. Sin embargo, su mejor amigo Garrett se interesa por Sherry y finalmente le dice la verdad sobre el consejo, por lo tanto, no lo toma demasiado bien. Después de que Juli se entere de que rompieron, ella cree que podría tenerlo de vuelta, pero reconsideran sus propias elecciones a medida que pasa el tiempo.
Chet Duncan, el abuelo de Bryce, se muda a vivir con la familia. En un momento dado, Juli se enamora de un gran árbol de sicomoro, pero su relación no dura mucho después de que el árbol en sí sea talado, para su consternación. Sin embargo, su padre le da una pintura del mismo tipo de árbol, haciendo que supere su angustia. Juli se lastima cuando descubre que Bryce ha estado tirando los huevos que ofreció, por miedo a la salmonela. Chet ayuda a Juli a arreglar su jardín, mientras que Bryce comienza a desarrollar sentimientos por Juli.
Después de que Juli regrese a casa de visitar a su tío discapacitado mental Daniel, ella escucha a Bryce apoyando la mala lección de Garrett de ella, haciendo que deje de tener ningún interés en él. Los Loskis invitan a los Bakers a cenar y una vez que llegan allí, Juli acusa a Bryce sobre lo que hizo y finalmente lo rechaza. Después de cenar, se disculpa por su comportamiento. Bryce tiene sentimientos encontrados después, ya que él no es perdonado y a ella no le importa lo suficiente como para guardar rencor.
A medida que se acerca la subasta de chicos de la canasta, Juli descubre que Sherry está planeando pujar por Bryce. Bryce se preocupa por lo que sucederá en realidad si Juli intenta comenzar una guerra de ofertas con Sherry, pero ella puja por un chico llamado Eddie Trulock por simpatía, ya que nadie estaba pujando por él. Sin embargo, durante el almuerzo, Bryce no puede ignorar a Juli hablando con Eddie, mientras habla con Sherry. Para sus celos, se levanta de su mesa y camina hacia ella. Agarra sus hombros y trata de besarla, haciendo que ella lo esquive y se vaya humillando. Después, los sentimientos de Juli se lastiman. Garrett y Bryce terminan su amistad después de un desacuerdo sobre Juli. Bryce intenta hablar con Juli, pero debido a lo que hizo, ella se niega a hacerlo.
Dos días más tarde, Bryce planta un árbol de sicomoro en el patio delantero de Juli para mostrarle cómo se siente. Cuando ella ve esto, ella sale a ayudarlo y se da cuenta de que después de todos estos años, nunca han empezado a hablar entre ellos. Mientras plantan el árbol, se ponen las manos encima, se miran a los ojos y comparten sonrisas amorosas.

## Reparto
- Callan McAuliffe como Bryce Loski.
  - Ryan Ketzner como Bryce Joven
- Madeline Carroll como Julianna «Juli» Baker.
  - Morgan Lily como Julianna Joven
- Anthony Edwards como Steven Loski.
- Rebecca De Mornay como Patsy Loski.
- Aidan Quinn como Richard Baker.
- Penelope Ann Miller como Trina Baker.
- John Mahoney como Chet Duncan.
- Cody Horn como Linetta Loski.
- Shane Harper como Matt Baker.
- Michael Bolten como Mark Baker.
- Kevin Weisman como Daniel Baker.
- Ashley Taylor como Sherry
- Israel Broussard como Garrett.
- Stefanie Scott como Dana Tressler.

## Recepción
Mi primer amor ha recibido críticas mixtas. En el agregador de reseñas Rotten Tomatoes, la película obtuvo un 55% de calificación "fresca" o 6.0/10 basada en 75 comentarios. El consenso dice: «Aunque no sin sus encantos nostálgicos, la adaptación a veces incómoda de Rob Reiner de la novela infantil de Wendelin Van Draanen no alcanza las alturas del trabajo anterior del director como Stand By Me». En Metacritic, la película tiene una calificación de 45/100, lo que indica «críticas mixtas o promedio».

## Banda sonora
1."Pretty Little Angel Eyes” – Curtis Lee
2."One Fine Day» – The Chiffons
3."He's So Fine» – The Chiffons
4."Chantilly Lace» – Big Bopper
5."There Goes My Baby» – The Drifters
6."You've Really Got a Hold on Me» – The Miracles
7."Devoted to You» – The Everly Brothers
8."A Teenager in Love» – Dion and the Belmonts
9."When» – The Kalin Twins
10."Let It Be Me» – Phil Everly
11."What's Your Name» – Rob Reiner, Michael Christopher Bolten, and Shane Harper [Org: Don & Juan]
12."Flipped Suite» – Marc Shaiman